# Karlsschule
Karlsschule ("Karlsskolan") var en berömd läro- och uppfostringsanstalt i Stuttgart, grundad 1770 av hertig Karl Eugen av Württemberg och upphöjdes 1781 till universitet med sex fakulteter, en juridisk, en medicinsk, en filosofisk, en militärisk och en ekonomisk samt en för de fria konsterna, men upphävdes 1794 plötsligt av hertig Ludvig Eugen. Bland sina lärjungar räknade anstalten bland andra Friedrich Schiller (1773–80), Georges Cuvier och Johann Heinrich Dannecker.